# Wypadek drogowy w Krzeczowie
Wypadek drogowy w Krzeczowie – miał miejsce 7 października 1994 roku w pobliżu miejscowości Krzeczów (w obecnym województwie małopolskim), na drodze krajowej nr 7 z Krakowa do Rabki. Zginęło czworo posłów na Sejm II kadencji oraz pracownik kancelarii Sejmu RP.

## Historia
Mikrobus Ford Transit, którym jechała delegacja w celu odwiedzenia ośrodka rehabilitacyjnego dla dzieci z porażeniem mózgowym w Zakopanem, około godziny 17:30 wjechał w tylne osie naczepy ciągnika siodłowego Volvo, która nagle stanęła w poprzek drogi. Mikrobus odbił się od ciężarówki i uderzył następnie w skarpę. W chwili zdarzenia panowały niekorzystne warunki pogodowe: padał śnieg z deszczem, a wcześniej nad okolicą przeszły intensywne opady śniegu, tworząc kilkucentymetrowe śnieżne koleiny. Wypadek przeżyła Mirosława Rudnowska, sekretarz Komisji Polityki Społecznej, która jako jedyna pasażerka (poza kierowcą) miała zapięte pasy bezpieczeństwa.
W rocznicę wypadku, na miejscu katastrofy postawiono pamiątkowy obelisk. W jego odsłonięciu wzięła udział wicemarszałek Sejmu Olga Krzyżanowska oraz Mirosława Rudnowska. Postanowieniem z 18 stycznia 1996 roku, prezydent Aleksander Kwaśniewski odznaczył pośmiertnie ofiary wypadku w pobliżu Krzeczowa. 9 września 2015 roku marszałek Sejmu Małgorzata Kidawa-Błońska odsłoniła pamiątkową tablicę w Nowym Domu Poselskim.

## Ofiary katastrofy
- Andrzej Włodakow (lat 38, pracownik kancelarii Sejmu, Złoty Krzyż Zasługi)
- Marian Korczak (lat 64, poseł Polskiego Stronnictwa Ludowego, Krzyż Oficerski Orderu Odrodzenia Polski)
- Halina Licnerska (lat 42, posłanka Unii Pracy, Krzyż Oficerski Orderu Odrodzenia Polski)
- Wanda Sokołowska (lat 53, posłanka Sojuszu Lewicy Demokratycznej, Krzyż Oficerski Orderu Odrodzenia Polski)
- Maria Trzcińska-Fajfrowska (lat 57, posłanka Unii Wolności, Krzyż Oficerski Orderu Odrodzenia Polski)